# Jübek
Jübek (danska: Jydbæk) är en kommun och ort i Kreis Schleswig-Flensburg i förbundslandet Schleswig-Holstein i Tyskland.
Kommunen ingår i kommunalförbundet Amt Arensharde tillsammans med ytterligare åtta kommuner.